# 허원 (조선)
허원(許遠)은 조선 중기의 과학자이다.
1705년 조선 숙종 때 관상감 제조로 청나라에 건너가 역관 하석에게서 역법을 배우고 돌아와 《세초유휘》를 저술, 간행하였다.